# Parc archéologique des Tombes de la via Latina
Le parc archéologique des Tombes de la via Latina est un site archéologique et un parc public de Rome, qui conserve un important complexe funéraire du IIe siècle, traversé par l'ancienne via Latina. Il est inclus dans le parc régional de l'Appia antica.

## Description
Le parc, qui conserve intact l'aspect traditionnel de la campagne romaine du XIXe siècle, a fait l'objet de fouilles entre 1857 et 1858 menées par Lorenzo Fortunati.
Le site abrite une section du pavage de l'antique via Latina, qui reliait Rome à Casilinum, divers monuments funéraires et vestiges archéologiques allant de la Rome républicaine jusqu'au haut Moyen Âge : une série de mausolées, tombeaux, et autres chambres funéraires, dont certains ont été reconstruits. Il y a aussi les vestiges d'une basilique paléochrétienne dédiée à saint Étienne.

### Principaux vestiges
- Sepolcro Valeri[2].
- Sepolcro dei Pancrazi[3].
- Sepolcro Barberini[4].

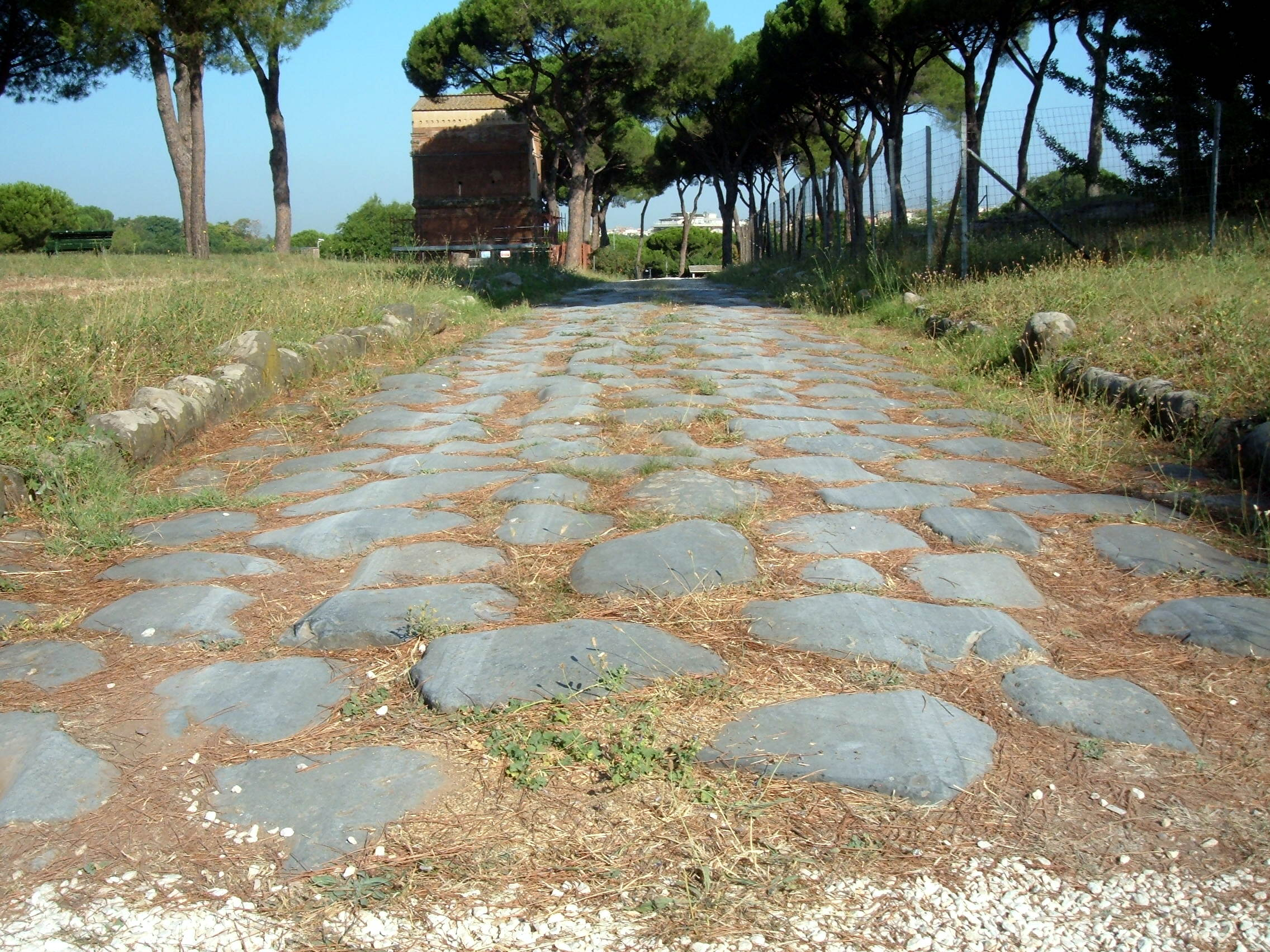
Le pavage de la via Latina (IIe siècle).
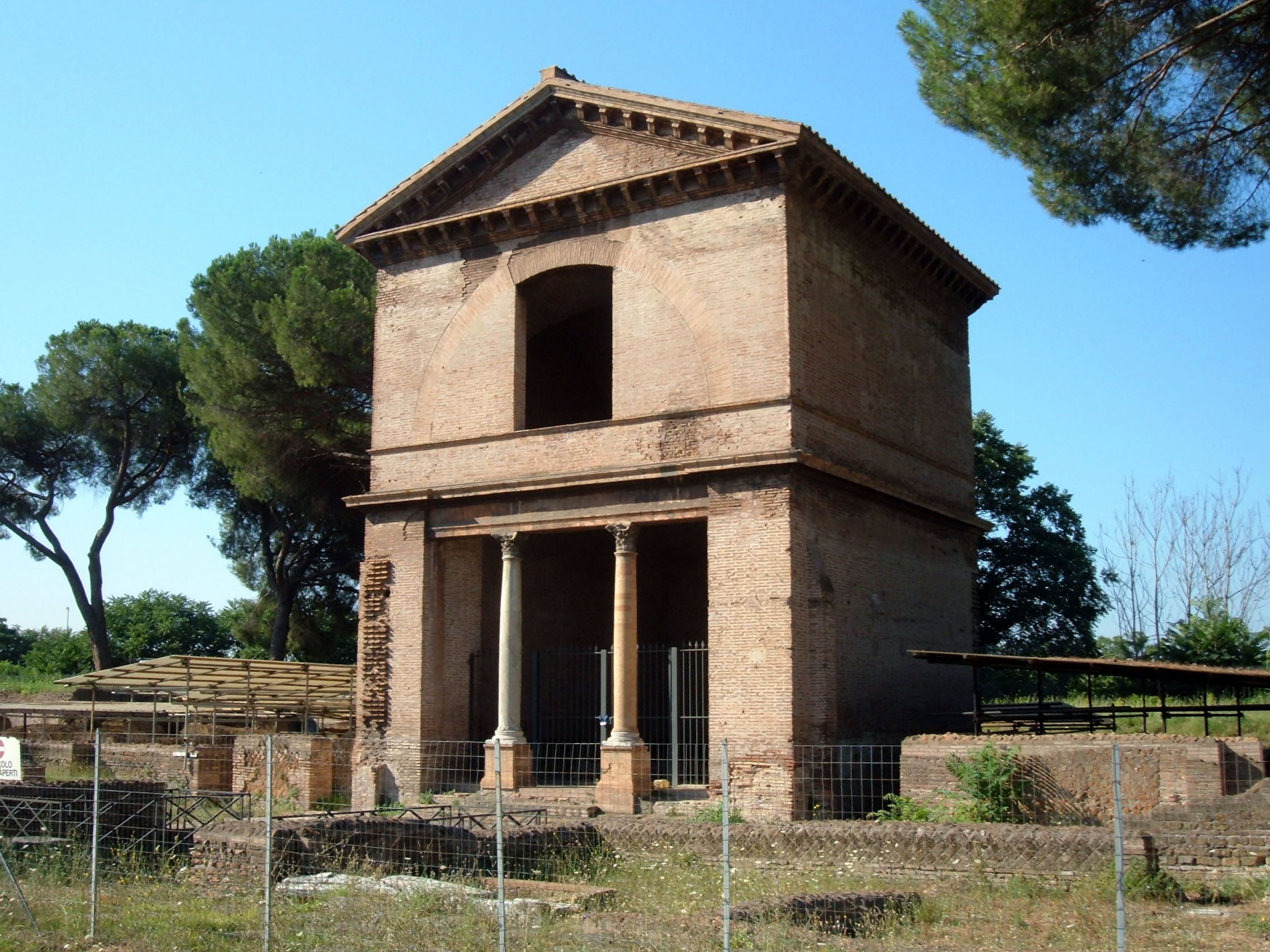
Le tombeau des Valerii (vers 160 av. J.-C.).
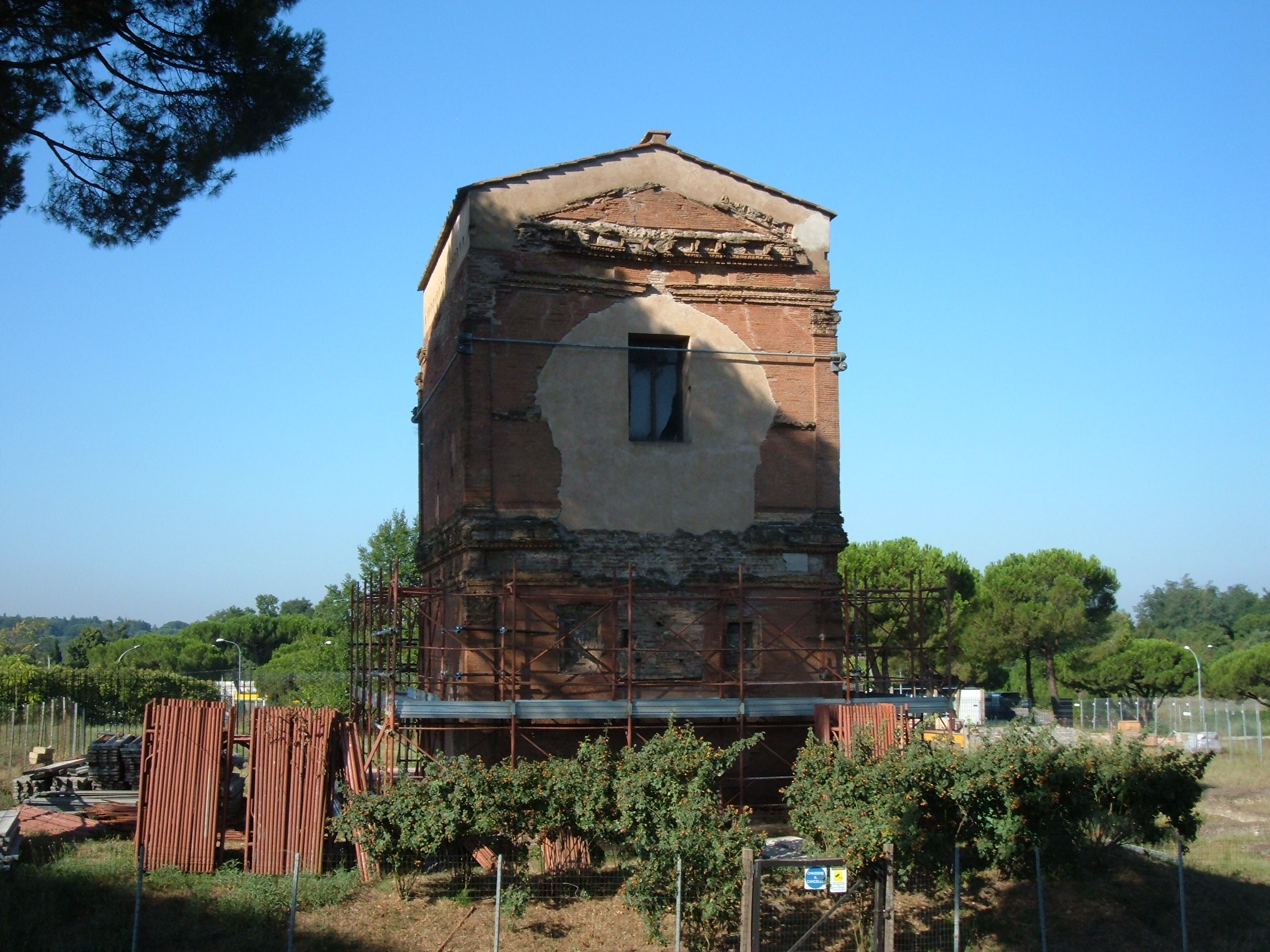
Sépulcre Barberini (IIe siècle).
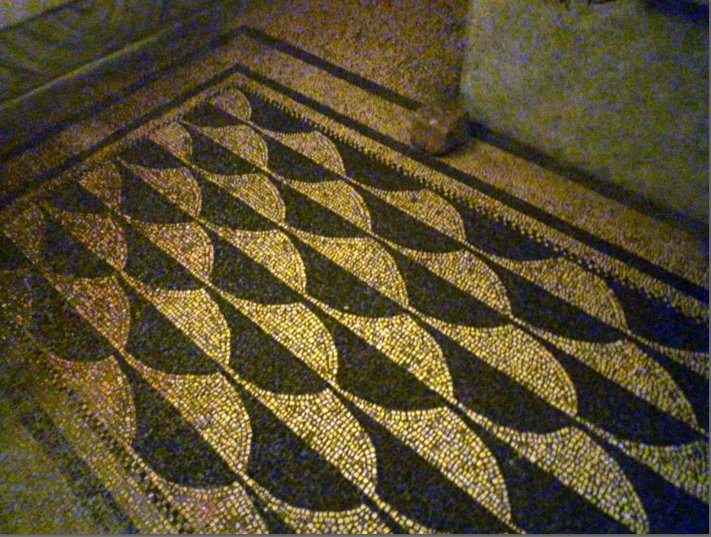
Pavement en mosaïque
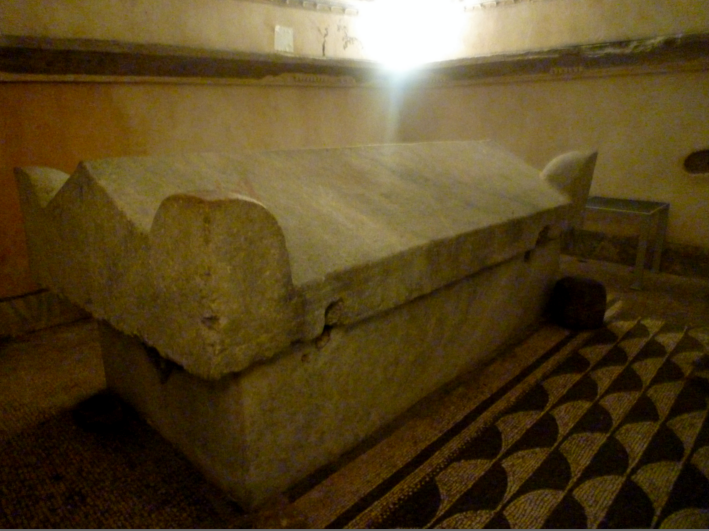
Tombeau
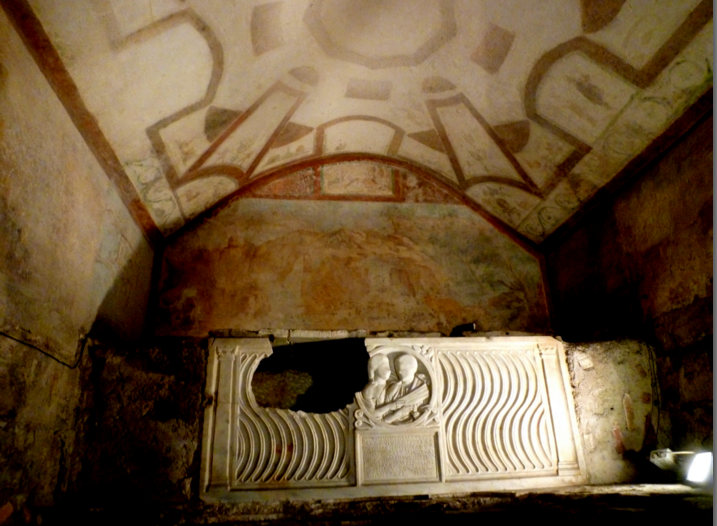
Intérieur peint d'une tombe